# Vincent Poirier
Vincent Poirier   (Clamart, 17 d'octubre de 1993) és un jugador de bàsquet francès. Amb 2,11 metres d'alçada, juga en la posició de pivot.

## Carrera esportiva
El pivot francès va desenvolupar tota el començament de la seva carrera a les files del Paris-Levallois, amb l'excepció de la temporada 2014-15 en què va ser cedit a l'Hyères-Toulon de la Pro B. També formaria part del Centre Fédéral de Basket-Ball filial del club parisenc i el 2016, arriba a l'equip referència de la capital parisenca, el Paris-Levallois Basket per debutar a la PRO A.
En el mes de juliol de 2016 disputaria l'NBA Summer League amb els Orlando Magic. En el mes de juny de 2017 es va comprometre amb el Saski Baskonia de la lliga ACB, signant per tres temporadas.